# Trichorhina tomentosa
Trichorhina tomentosa är en kräftdjursart som först beskrevs av Gustav Budde-Lund 1893.  Trichorhina tomentosa ingår i släktet Trichorhina och familjen myrbogråsuggor. Det är osäkert om arten förekommer i Sverige. Inga underarter finns listade i Catalogue of Life.